# Fachanwalt für Bank- und Kapitalmarktrecht
Der Fachanwalt für Bank- und Kapitalmarktrecht ist ein Fachanwalt, dessen Berufsbezeichnung von der Satzungsversammlung der Bundesrechtsanwaltskammer (BRAK) eingeführt wurde.

## Allgemeines
Rechtsanwälte können diesen Titel erwerben, wenn sie entsprechende Fachkenntnisse nach § 14l Fachanwaltsordnung (FAO;  üblicherweise durch erfolgreiches Bestehen eines so genannten Fachanwaltslehrgangs) und eine nach § 5 Abs. 1 lit. s FAO vorgegebene Mindestanzahl von tatsächlich bearbeiteten Fällen nachweisen können.

## Inhalt
Nach § 14l Fachanwaltsordnung sind besondere Kenntnisse im Bank- und Kapitalmarktrecht in folgenden Bereichen nachzuweisen:
- Geschäftsverbindung zwischen Kreditinstituten und Kunden, insbesondere
  - Allgemeine Geschäftsbedingungen,
  - Bankvertragsrecht,
  - das Konto und dessen Sonderformen,
- Kreditvertragsrecht und Kreditsicherung einschließlich Auslandsgeschäft (internationaler Kreditverkehr),
- Zahlungsverkehr, insbesondere
  - Überweisungs-, Lastschrift-, Wechsel- und Scheckverkehr,
  - Debitkarte, Electronic Banking und elektronisches Geld
  - Kreditkartengeschäft,
  - Auslandszahlungsverkehr
- Wertpapierhandel, Depotgeschäft, Investmentgeschäft, Konsortial-/Emissionsgeschäft einschließlich Auslandsgeschäft,
- Vermögensverwaltung, Vermögensverwahrung,
- Factoring/Leasing,
- Geldwäsche, Datenschutz, Bankentgelte,
- Recht der Bankenaufsicht, Bankrecht der europäischen Gemeinschaft und Kartellrecht,
- Steuerliche Bezüge zum Bank- und Kapitalmarktrecht,
- Besonderheiten des Verfahrens- und Prozessrechts.

## Statistik
Zum 1. Januar 2024 sind 1.266 Fachanwälte für Bank- und Kapitalmarktrecht in Deutschland zugelassen.